# O Desejo
O Desejo é um filme brasileiro de drama de 1975 dirigido por Walter Hugo Khouri. Foi produzido pela WHK - Cinema e Embrafilme tendo no elenco Lilian Lemmertz, Selma Egrei, Fernando Amaral, Kate Hansen, Sérgio Hingst, Lucilia Vicchino e Valéria Costa.